# Wenceslau Guimarães
Wenceslau Guimarães es un municipio brasileño del Estado de Bahía. Su población estimada en 2004 era de 27.672 habitantes.